# 關係範疇
在數學上，關係範疇（記做Rel）指的是以集合為物件、以二元關係為態射的範疇。
在這個範疇中，其態射{\displaystyle R:A\longrightarrow B}是{\displaystyle A}與{\displaystyle B}之間的關係，因此{\displaystyle R\subseteq A\times B}
這範疇中兩個關係{\displaystyle R:A\longrightarrow B}及{\displaystyle S:C\longrightarrow D}的合成由下式給出：
{\displaystyle (a,c)\in S\circ R}，若且唯若對於一些{\displaystyle b\in B}而言，{\displaystyle (a,b)\in R}且{\displaystyle (b,c)\in S}
關係範疇又被一些人稱為「集合間對應的範疇」（category of correspondences of sets）。

## 性質
集合範疇是關係範疇的（寬）子範疇，其中集合範疇的態射{\displaystyle f:X\longrightarrow Y}對應至以{\displaystyle (x,y)\in F\iff f(x)=y}定義的關係{\displaystyle F\subseteq X\times Y}。
關係範疇中的態射為關係，而其相對應的、從其反範疇映至關係範疇的態射有著反向的箭頭，因此這態射是個逆關係，因此關係範疇包含其反範疇且是個自雙對。
由逆關係作代表所建構的對合為關係範疇提供了一個短劍結構，因此關係範疇是一個短劍範疇。
關係範疇有兩個做為同態函子並映至自己的函子，其中一個是二元關係{\displaystyle R\subseteq A\times B}，另一個則是其轉置{\displaystyle R^{T}\subseteq B\times A}，而這兩個二元關係的兩種合成關係分別為{\displaystyle RR^{T}}及{\displaystyle R^{T}R}，其中第一個合成關係{\displaystyle RR^{T}}給出了A上的齊次關係；而第二個合成關係{\displaystyle R^{T}R}則給出B上的齊次關係。由於這些函子是映至關係範疇自身的同態函子之故，因此這些同態函子是內部同態函子；而由於這些內部同態函子之故，因此關係範疇是個閉範疇，且是個短劍緊緻範疇。
關係範疇可以克萊斯利範疇的形式，由集合範疇得到，在這種狀況下，其有著以對應至冪集的函子為協變函子的單子。
一個第一眼看上去可能令人有點驚訝的事實是，關係範疇當中的乘法是以不相交聯集（而非如集合範疇一般的笛卡爾積）定義的:181，而其餘積亦然。
就其幺半乘積{\displaystyle A\otimes B}與內部同態函子{\displaystyle A\implies B}而言，關係範疇是個閉幺半範疇。
關係範疇是Peter J. Freyd與Andre Scedrov在1990年給出的代數結構寓範疇的原型，他們自正則範疇與{\displaystyle F:A\longrightarrow B}出發，他們注意到了派生函子{\displaystyle Rel(A,B)\longrightarrow Rel(FA,FB)}的性質，像例如說這函子保存了合成、逆轉跟相交等運算，而他們之後以這樣的性質建構了寓範疇的公理。

## 關係作為物件
David Rydeheard與Rod Burstall認為關係範疇有著作為齊次關係物件，一個例子是{\displaystyle A}是一個集合而{\displaystyle R\subseteq A\times A}是一個二元關係；而這個範疇的態射是集合間保持關係的函數，在{\displaystyle S\subseteq B\times B}是第二個關係且{\displaystyle f:A\longrightarrow B}是一個使得{\displaystyle xRy\implies f(x)Sf(y),}成立的函數，那{\displaystyle f}是一個態射。
Adamek、Herrlich與Strecker三氏進一步發展了這想法，他們將物件{\displaystyle (A,R)}與{\displaystyle (B,S)}給設成（集合，關係）。